# Joseph Harp Correctional Center
Joseph Harp Correctional Center – amerykańskie więzienie stanowe o średnim rygorze dla mężczyzn zlokalizowane w Lexington w hrabstwie Cleveland w stanie Oklahoma. Nadzoruje je Wydział Więziennictwa stanu Oklahoma. Zostało otwarte w 1978 roku. Budynek więzienia znajduje się na terenie poligonu wojskowego amerykańskiej marynarki wojennej z czasów II wojny światowej. Obecnie przebywa w nim około 1405 osadzonych, co czyni Joseph Harp Correctional Center największym więzieniem o średnim rygorze w stanie.